# كمرة عليا (مقاطعة إسلام آباد غرب)
كمرة عليا (بالفارسية: کمره علیا) هي قرية تقع في كرمانشاه في إيران. يقدر عدد سكانها بـ 302 نسمة بحسب إحصاء 2016.